# Toundra des basses-terres de Béringie
Localisation
La toundra des basses-terres de Béringie ou toundra des basses-terres béringiennes (Beringia lowland tundra) est une écorégion terrestre nord-américaine du type toundra du World Wildlife Fund

## Répartition
Cette écorégion se répartit en plusieurs zones disjointes le long de la côte ouest de l'Alaska et plus de l'est de l'île Saint-Laurent, l'île Saint-Matthieu et l'île Nunivak. 

## Climat
Les précipitations annuelles varient entre 250 mm et 860 mm.  À l'hiver, les températures moyennes quotidiennes minimum varient entre −10 °C et −25 °C.  Les températures estivales peuvent atteindre 18 °C.   

## Géomorphologie
Le relief de la toundra des basses-terres de Béringie est plat ou ondoyant et de faible altitude.  L'écorégion est mal drainée.  Les lacs et les étangs couvrent entre 15 % et 25 % de la superficie alors que les marais en occupent entre 55 % et 78 %.

## Caractéristiques biologiques
Dans l'ensemble, la végétation est dominée par les herbacées de milieux humides, notamment des carex et Eriophorum angustifolium.  Les broussailles basses colonisent les zones mieux drainées.  Celles-ci sont généralement dominées par les éricacées entre autres la camarine noire.  En de plus rares endroits, les épinettes noires et blanches s'établissent avec un sous-bois d'aulnes, de saules et de bouleaux.
L'omniprésence des milieux humides, des plans d'eau et du littoral marin fait de cette écorégion un endroit de prédilection pour la reproduction de la sauvagine, des limicoles et des oiseaux de mer.  Parmi les espèces dignes de mention on retrouve le mergule nain, le bruant blanc, la bergeronnette grise (sous-espèce ocularis), l'oie empereur et la bernache cravant.

## Conservation
Cette écorégion est presque entièrement intacte.